# Нагаута

Ширма с Идзумо-но Окуни (на сцене справа), 1600-е годы

Нагаута (яп. 長唄 букв. «длинная песня») — жанр японской камерной музыки для сямисэна, прочно связанный с театром кабуки.

## Этимология
Слово «нагаута» впервые упомянуто в Манъёсю для обозначения длинного стихотворного произведения, однако позже те же иероглифы стали читать иначе, тёка, и прямой связи с музыкальным жанром у нагауты-поэзии нет.
Первое упоминание музыки-нагауты встречается во втором томе сборника музыки «Сосновые иглы» (яп.  мацу но ха), однако ввиду того, что сборник не содержит нот, невозможно точно установить отличия между ранними произведениями в этом жанре от других, за исключением того, что песни-нагаута обычно длиннее. В XVIII веке кансайская изначально музыка для сямисэна прочно обосновалась в Эдо (Токио), там появились местные жанры: эдо-дзиута, эдо-нагаута и другие.

## Разновидности
Внутренняя категоризация репертуара нагауты включеет разделение на танцевальные и повествовательные произведения, каждая из этих категорий делится на сюжетные (яп. 段物 даммоно) и поэтические (яп. 端物 хамоно). Большинство танцевальных сюжетных произведений исполняются не на театральной сцене, а на отдельно организованных представлениях (яп. お座敷 о-дзасики).
Другая классификация опирается на хронологический порядок появления разновидностей:
- мэриясу (яп. めりやす) — наиболее ранний вид нагауты, первое известное произведение этого вида — «Мугэн но канэ» (яп. 無間の鐘), сочинённое в 1731 году
- сёса (яп. 所作)
- дзёрури
- о-дзасики
- одзацума (яп. 大薩摩)
- ёкёку (яп. 謡曲)
- синкёку (яп. 新曲)

## История

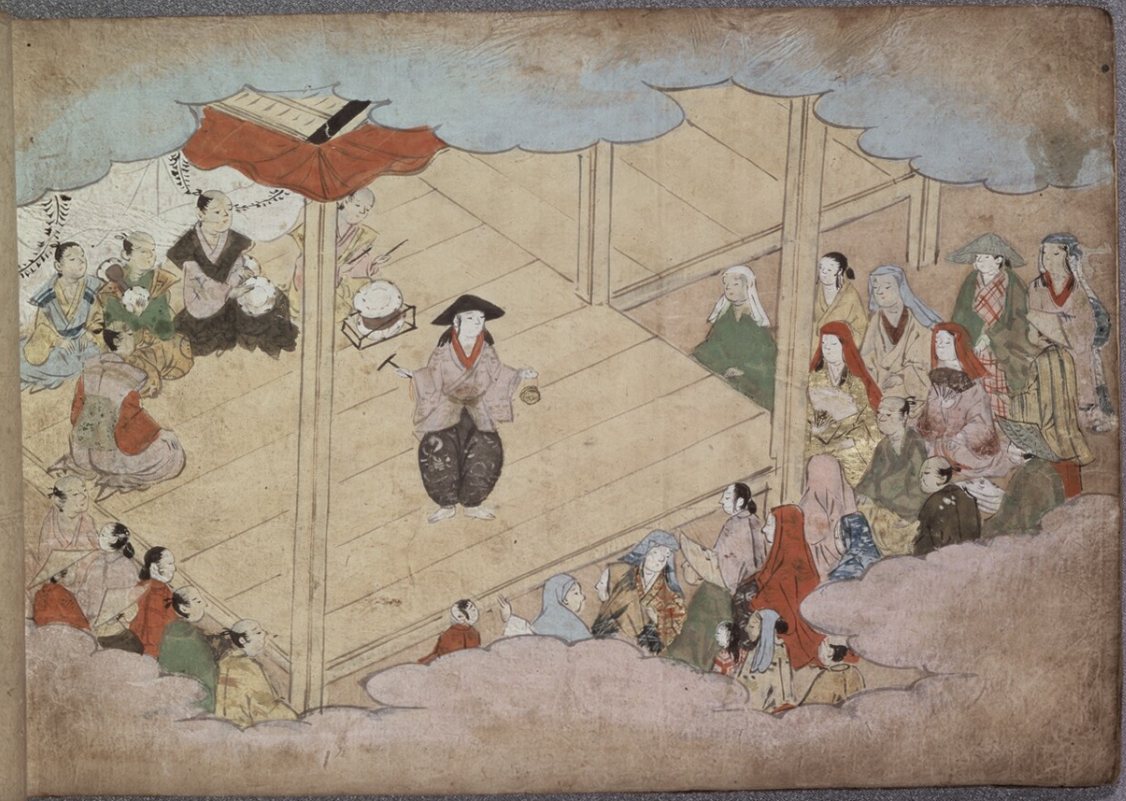
Идзумо-но Окуни на сцене, одна из первых картин, изображающих кабуки

Нарративная музыка под аккомпанемент бивы существовала в Японии с XIII столетия; в начале XVII века в Японию попал сямисэн, который заместил биву почти во всех жанрах, включая лирические. Предшественниками нагауты являются повествовательные баллады сэккё-буси, буддийская драматическая музыкальная форма саэмон и ещё один нарративный жанр, дзёрури. Два промежуточных жанра, сэккё-дзёрури и народное чтение под удары веера, оку-дзёрури, сформировали базу для предка всей лирической музыки для сямисэна — дзиуты.

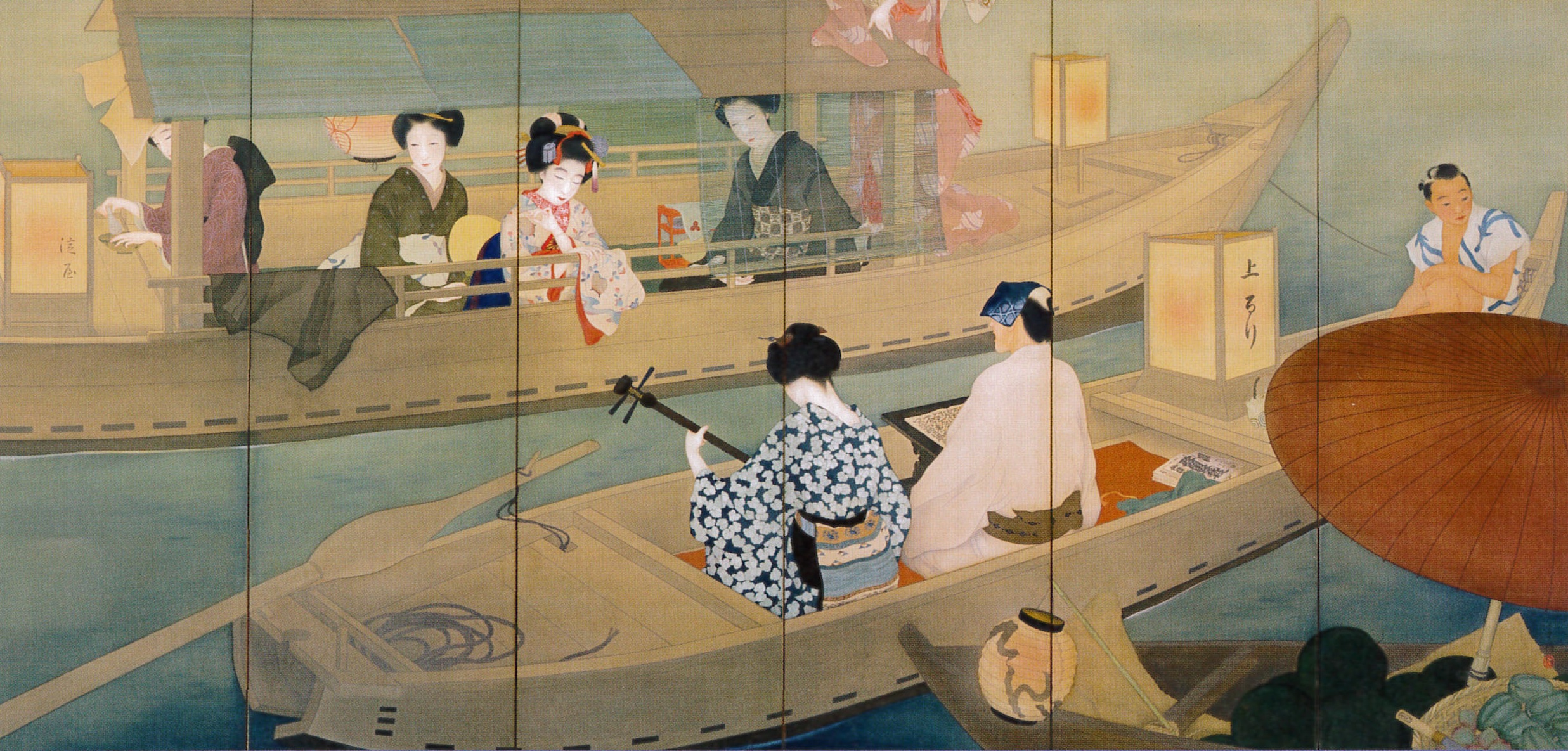
«Лодка с дзёрури», Тигуса Китани, 1926

История нагауты тесно связана с историей театра кабуки, возникшего в конце XVI века. Ранние виды кабуки по-видимому представляли собой представления более древнего театра но под аккомпанемент  пения и различных инструментов: ударных, флейты, кокю; сямисэн в это время уже был распространённым уличным инструментом. В кабуки сямисэн попал в 1634—1650 годах уже тесно связанным с культурой кварталов красных фонарей, которая повлияла и на развитие этого театра; так, песни, исполнявшиеся в публичных домах, стали петь со сцены под другими названиями, сюжеты многих произведений включают жизнь в публичных домах. Сами актрисы и актёры кабуки занимались проституцией, из-за чего женщин со сцены изгнали в 1626 году, однако мужскую проституцию это не остановило.
В начале XVIII века сямисэн прочно вошёл в состав ансамбля для представлений кабуки. Кабуки в этот период испытал сильное влияние театра марионеток бунраку, в особенности драматурга Тикамацу Мондзаэмона, продолжительность танцев увеличивалась, что привело к развитию музыкальной составляющей. Наиболее выдающиеся произведения жанра нагаута были созданы в XIX столетии следующими мастерами: Кинэей Рокудзаэмоном IX, X, XI, Кинэей Сёдзиро III, Кинэей Кацусабуро II.
Дальнейшее развитие привело кабуки к появлению отдельных музыкальных произведений, не связанных с танцами и пением. Вместе с тем вновь усилилось влияние театра но.
В XX веке произошло несколько попыток вестернизировать кабуки (и нагауту), однако единственное сохранившеевся в жанре нововведение этого столетия — появление точной системы нотации.